# Paragliding World Cup

Logo des Paragliding World Cup

Der Paragliding World Cup (oder kurz PWC genannt) ist ein Wettkampf für Gleitschirmpiloten in der Disziplin Streckenfliegen, der von der Paragliding World Cup Association (PWCA) seit 1992 organisiert wird. Jedes Jahr macht die Paragliding World Cup Tour an fünf bis sechs Orten Halt. Dabei werden an jedem Anlass normalerweise mehrere Tasks geflogen, die dann zu einer Gesamtwertung zusammengezogen werden. Seit 2009 werden pro Saison fünf bis sechs PWC-Anlässe und ein Superfinal durchgeführt. In den einzelnen Anlässen können sich die Piloten für den Superfinal qualifizieren. Die Schlussrangliste für die Saison wird dann ausschließlich am Superfinal bestimmt.
Das Ziel der einzelnen Wettkämpfe ist das Zurücklegen einer vorgegebenen Strecke mit einer Startboje, einigen Wendepunkten (normalerweise vier bis sechs) und einer Ziellinie in möglichst geringer Zeit. Wenn keiner der Teilnehmer das Ziel erreicht, wird der Sieger des Tasks durch Messung der zurückgelegten Strecke ermittelt.
Die Kontrolle und Dokumentation der Flüge erfolgt über das Track Log des mitgeführten GNSS-Loggers.
Die einzelnen Bewerbe sind von der Fédération Aéronautique Internationale (FAI), im Speziellen von der Internationale Hängegleiter- und Gleitschirmflug-Kommission (CIVL) als Kategorie 2 Events anerkannt. Als solche haben die Ergebnisse Einfluss auf die von der CIVL geführte Weltrangliste.

## Podiumsplatzierungen

### Kalender 2025
| Austragung           | Zeitraum                          | Sieger | Sieger            | Zweiter            | Dritter          |
| -------------------- | --------------------------------- | ------ | ----------------- | ------------------ | ---------------- |
| Algodonales          | 10. Mai 2025 17. Mai 2025         |        | Andy Tallia       | Baptiste Lambert   | Petr Kostrhun    |
| Algodonales          | 10. Mai 2025 17. Mai 2025         |        | Alexia Fischer    | Constance Mettetal | Violeta Jimenez  |
| Linzhou              | 7. Juni 2025 14. Juni 2025        |        | Tilen Ceglar      | Honorin Hamard     | Mike Lester      |
| Linzhou              | 7. Juni 2025 14. Juni 2025        |        | Galen Kirkpatrick | Jenny O'Neil       | Jinhee Baek      |
| Feltre               | 28. Juni 2025 5. Juli 2025        |        | Baptiste Lambert  | Juan Ospina        | Tilen Ceglar     |
| Feltre               | 28. Juni 2025 5. Juli 2025        |        | Sarah Zimmermann  | Johanna Hamne      | Joanna Kocot     |
| Kruševo              | 20. Juli 2025 27. Juli 2025       |        | Jouni Makkonen    | Honorin Hamard     | Martin Jovanoski |
| Kruševo              | 20. Juli 2025 27. Juli 2025       |        | Daphnée Ieropoli  | Alexia Fischer     | Violeta Jimenez  |
| Aksaray              | 16. August 2025 23. August 2025   |        |                   |                    |                  |
| Aksaray              | 16. August 2025 23. August 2025   |        |                   |                    |                  |
| Panchgani            | 14. Februar 2026 21. Februar 2026 |        |                   |                    |                  |
| Panchgani            | 14. Februar 2026 21. Februar 2026 |        |                   |                    |                  |
| Superfinal Pegalajar | 12. Mai 2026 23. Mai 2026         |        |                   |                    |                  |
| Superfinal Pegalajar | 12. Mai 2026 23. Mai 2026         |        |                   |                    |                  |

### Saison 2024
| Austragung               | Zeitraum                             | Sieger | Sieger             | Zweiter          | Dritter               |
| ------------------------ | ------------------------------------ | ------ | ------------------ | ---------------- | --------------------- |
| Grindelwald / Interlaken | 4. Mai 2024 11. Mai 2024             |        | Julien Wirtz       | Juan Ospina      | Chrigel Maurer        |
| Grindelwald / Interlaken | 4. Mai 2024 11. Mai 2024             |        | Violeta Jimenez    | Alexia Fischer   | Jenny O’Neil          |
| Yelmo                    | 22. Juni 2024 29. Juni 2024          |        | Honorin Hamard     | Russel Ogden     | Dylan Mansley         |
| Yelmo                    | 22. Juni 2024 29. Juni 2024          |        | Capucine Deliot    | Marcella Uchoa   | —                     |
| Çameli                   | 3. August 2024 10. August 2024       |        | Martin Jovanoski   | Violeta Jimenez  | Nicholas Greece       |
| Çameli                   | 3. August 2024 10. August 2024       |        | Violeta Jimenez    | Katalin Juhasz   | Silvia Buzzi Ferraris |
| Gourdon                  | 24. August 2024 31. August 2024      |        | Julien Wirtz       | Baptiste Lambert | Luc Armant            |
| Gourdon                  | 24. August 2024 31. August 2024      |        | Elisabeth Egger    | Keiko Hiraki     | XiaoYa Xie            |
| Monroe                   | 7. September 2024 14. September 2024 |        | Baptiste Lambert   | Evan Bouchier    | Colin Rathbun         |
| Monroe                   | 7. September 2024 14. September 2024 |        | Violeta Jimenez    | Alexia Fischer   | Jun Yomo              |
| Superfinal Roldanillo    | 4. Februar 2025 15. Februar 2025     |        | Maxime Pinot       | Juan Ospina      | Thibault Voglet       |
| Superfinal Roldanillo    | 4. Februar 2025 15. Februar 2025     |        | Constance Mettetal | Keiko Hiraki     | Alexia Fischer        |

### Saison 2023
| Austragung              | Zeitraum                              | Sieger | Sieger            | Zweiter               | Dritter               |
| ----------------------- | ------------------------------------- | ------ | ----------------- | --------------------- | --------------------- |
| Castelo                 | 18. März 2023 25. März 2023           |        | Honorin Hamard    | Baptiste Lambert      | Alexander Schalber    |
| Castelo                 | 18. März 2023 25. März 2023           |        | Méryl Delferrière | Nanda Walliser        | Violeta Jimenez       |
| Pegalajar               | 6. Mai 2023 13. Mai 2023              |        | Baptiste Lambert  | Andy Tallia           | Pierre Remy           |
| Pegalajar               | 6. Mai 2023 13. Mai 2023              |        | Violeta Jimenez   | Kari Ellis            | Atsuko Yamashita      |
| Săcele, Brașov          | 24. Juni 2023 1. Juli 2023            |        | Andrei Gaia       | Nicolas Dinh          | Ivan Centa            |
| Săcele, Brașov          | 24. Juni 2023 1. Juli 2023            |        | Jinhee Baek       | Tomoko Yoshikawa      | Capucine Deliot       |
| Aksaray                 | 29. Juli 2023 5. August 2023          |        | Stan Radzikowski  | Ferdinand Vogel       | Petr Kostrhun         |
| Aksaray                 | 29. Juli 2023 5. August 2023          |        | Alexia Fischer    | Jenny O’Neil          | Silvia Buzzi Ferraris |
| Targasonne              | 26. August 2023 2. September 2023     |        | Maxime Pinot      | Honorin Hamard        | Baptiste Lambert      |
| Targasonne              | 26. August 2023 2. September 2023     |        | Violeta Jimenez   | Alexia Fischer        | Constance Mettetal    |
| Pico do Gaviao          | 23. September 2023 30. September 2023 |        | Estefano Salgado  | Manuel Quintanilla    | Vladimir Bacanin      |
| Pico do Gaviao          | 23. September 2023 30. September 2023 |        | Johanna Hamne     | Maria Alejandra Mejia | Khobi-Jane Bowden     |
| Superfinal Baixo Guandu | 5. März 2024 16. März 2024            |        | Honorin Hamard    | Baptiste Lambert      | Joachim Oberhauser    |
| Superfinal Baixo Guandu | 5. März 2024 16. März 2024            |        | Méryl Delferrière | Alexia Fischer        | Constance Mettetal    |

### Saison 2022
| Austragung                | Zeitraum                             | Sieger                                  | Sieger                                  | Zweiter                                 | Dritter                                 |
| ------------------------- | ------------------------------------ | --------------------------------------- | --------------------------------------- | --------------------------------------- | --------------------------------------- |
| Aksaray                   | 4. September 2021 11. September 2021 |                                         | Martin Jovanoski                        | Gleb Sukhotskiy                         | Stephane Drouin                         |
| Aksaray                   | 4. September 2021 11. September 2021 |                                         | Galen Kirkpatrick                       | Violeta Jimenez                         | Daria Krasnova                          |
| Gochang                   | 25. September 2021 2. Oktober 2021   | abgesagt bzw. verschoben (Oktober 2022) | abgesagt bzw. verschoben (Oktober 2022) | abgesagt bzw. verschoben (Oktober 2022) | abgesagt bzw. verschoben (Oktober 2022) |
| La Rioja                  | 20. Oktober 2021 27. Oktober 2021    |                                         | François Cormier                        | Giuliano Minutella                      | Gleb Sukhotskiy                         |
| La Rioja                  | 20. Oktober 2021 27. Oktober 2021    |                                         | Violeta Jimenez                         | Evgeniya Belova                         | Junghun Park                            |
| Roldanillo                | 6. Februar 2022 13. Februar 2022     |                                         | Honorin Hamard                          | Méryl Delferrière                       | Baptiste Lambert                        |
| Roldanillo                | 6. Februar 2022 13. Februar 2022     |                                         | Méryl Delferrière                       | Yael Margelisch                         | Elisabeth Egger                         |
| Baixo Guandu              | 26. März 2022 3. April 2022          |                                         | Dominik Breitinger                      | Manuel Quintanilla                      | Michael Sigel                           |
| Baixo Guandu              | 26. März 2022 3. April 2022          |                                         | Méryl Delferrière                       | Galen Kirkpatrick                       | Marcella Uchoa                          |
| Clopotiva                 | 25. Juni 2022 2. Juli 2022           |                                         | Joachim Oberhauser                      | Justin Puthod                           | Darko Stankovski                        |
| Clopotiva                 | 25. Juni 2022 2. Juli 2022           |                                         | Constance Mettetal                      | Keiko Hiraki                            | Marcella Uchoa                          |
| Kruševo                   | 14. Juli 2022 21. Juli 2022          |                                         | Babtiste Lambert                        | Charles Cazaux                          | Daniel Tyrkas                           |
| Kruševo                   | 14. Juli 2022 21. Juli 2022          |                                         | Constance Mettetal                      | Keiko Hiraki                            | Christie Cameron                        |
| Gochang                   | 1. Oktober 2022 8. Oktober 2022      |                                         | Martin Jovanoski                        | Jan Jares                               | Seyong Jung                             |
| Gochang                   | 1. Oktober 2022 8. Oktober 2022      |                                         | Violeta Jimenez                         | Hyunhee Kim                             | Galen Kirkpatrick                       |
| Superfinal Valle de Bravo | 6. Dezember 2022 17. Dezember 2022   |                                         | Honorin Hamard                          | Philipp Haag                            | Baptiste Lambert                        |
| Superfinal Valle de Bravo | 6. Dezember 2022 17. Dezember 2022   |                                         | Constance Mettetal                      | Keiko Hiraki                            | Yael Margelisch                         |

### Saison 2020/2021
| Austragung          | Zeitraum                           | Sieger                               | Sieger                                             | Zweiter                                            | Dritter                              |
| ------------------- | ---------------------------------- | ------------------------------------ | -------------------------------------------------- | -------------------------------------------------- | ------------------------------------ |
| Passy               | 30. Mai 2020 6. Juni 2020          | Abgesagt wegen der COVID-19-Pandemie | Abgesagt wegen der COVID-19-Pandemie               | Abgesagt wegen der COVID-19-Pandemie               | Abgesagt wegen der COVID-19-Pandemie |
| Gemona del Friuli   | 4. Juli 2020 11. Juli 2020         | Abgesagt wegen der COVID-19-Pandemie | Abgesagt wegen der COVID-19-Pandemie               | Abgesagt wegen der COVID-19-Pandemie               | Abgesagt wegen der COVID-19-Pandemie |
| Disentis            | 15. August 2020 22. August 2020    |                                      | Stephan Morgenthaler                               | Luc Armant                                         | Charles Cazaux                       |
| Disentis            | 15. August 2020 22. August 2020    |                                      | Seiko Fukuoka Naville ex aequo mit Yael Margelisch | Seiko Fukuoka Naville ex aequo mit Yael Margelisch | Laurie Genovese                      |
| Gochang             | 17. Oktober 2020 24. Oktober 2020  | Abgesagt wegen der COVID-19-Pandemie | Abgesagt wegen der COVID-19-Pandemie               | Abgesagt wegen der COVID-19-Pandemie               | Abgesagt wegen der COVID-19-Pandemie |
| Traslasierra        | 5. Dezember 2020 12. Dezember 2020 | Abgesagt wegen der COVID-19-Pandemie | Abgesagt wegen der COVID-19-Pandemie               | Abgesagt wegen der COVID-19-Pandemie               | Abgesagt wegen der COVID-19-Pandemie |
| Gemona              | 19. Juni 2021 26. Juni 2021        |                                      | Jonathan Marin                                     | Ulrich Prinz                                       | Simon Mettetal                       |
| Gemona              | 19. Juni 2021 26. Juni 2021        |                                      | Seiko Fukuoka Naville                              | Nanda Walliser                                     | Constance Mettetal                   |
| Kopaonik            | 10. Juli 2021 17. Juli 2021        |                                      | Simon Mettetal                                     | Julien Wirtz                                       | Honorin Hamard                       |
| Kopaonik            | 10. Juli 2021 17. Juli 2021        |                                      | Marcella Uchoa                                     | Méryl Delferrière                                  | Constance Mettetal                   |
| Superfinal Disentis | 8. August 2021 18. August 2021     |                                      | Luc Armant                                         | Aaron Durogati                                     | Adrian Hachen                        |
| Superfinal Disentis | 8. August 2021 18. August 2021     |                                      | Seiko Fukuoka Naville                              | Méryl Delferrière                                  | Nanda Walliser                       |

Aufgrund der anhaltenden COVID-19-Pandemie wurde die Saison 2020 unterbrochen und 2021 fortgesetzt.

### Saison 2019
| Austragung         | Zeitraum                             | Sieger | Sieger | Zweiter | Dritter |
| ------------------ | ------------------------------------ | --- | --- | --- | --- |
| Coeur de Savoie    | 25. Mai 2019 1. Juni 2019            | | Charles Cazaux | Stephan Morgenthaler | Tilen Ceglar |
| Coeur de Savoie    | 25. Mai 2019 1. Juni 2019            | | Méryl Delferrière | Seiko Fukuoka Naville | Keiko Hiraki |
| Linzhou            | 8. Juni 2019 15. Juni 2019           | | Baptiste Lambert | Michael Küffer | Evan Bouchier |
| Linzhou            | 8. Juni 2019 15. Juni 2019           | | Méryl Delferrière | Daria Krasnova | Constance Mettetal |
| Manteigas          | 29. Juni 2019 6. Juli 2019           | | Honorin Hamard | Pierre Remy | Franck Perring |
| Manteigas          | 29. Juni 2019 6. Juli 2019           | | Constance Mettetal | Silvia Buzzi Ferraris | Atsuko Yamashita |
| Pico do Gaviao     | 7. September 2019 14. September 2019 | | Baptiste Lambert | Yoshiaki Hirokawa | Maxime Pinot |
| Pico do Gaviao     | 7. September 2019 14. September 2019 | | Marcella Uchoa | Yael Margelisch | Emma Casanova |
| Loma Bola          | 10. November 2019 17. November 2019  | | Jurij Vidic | Xavier Laporte | Pál Takáts |
| Loma Bola          | 10. November 2019 17. November 2019  | | Adél Honti | Marcella Uchoa | Shauin Kao |
| Superfinal Castelo | 24. März 2020 4. April 2020          | Bewerb wurde wegen der COVID-19-Pandemie initial nach Baixo Guandu verschoben. Der Bewerb musste schlussendlich komplett abgesagt werden. | Bewerb wurde wegen der COVID-19-Pandemie initial nach Baixo Guandu verschoben. Der Bewerb musste schlussendlich komplett abgesagt werden. | Bewerb wurde wegen der COVID-19-Pandemie initial nach Baixo Guandu verschoben. Der Bewerb musste schlussendlich komplett abgesagt werden. | Bewerb wurde wegen der COVID-19-Pandemie initial nach Baixo Guandu verschoben. Der Bewerb musste schlussendlich komplett abgesagt werden. |

### Saison 2018
| Austragung              | Zeitraum                             | Sieger | Sieger                | Zweiter          | Dritter                 |
| ----------------------- | ------------------------------------ | ------ | --------------------- | ---------------- | ----------------------- |
| Bright                  | 17. Februar 2018 24. Februar 2018    |        | Honorin Hamard        | Maxime Bellemin  | Cody Mittanck           |
| Bright                  | 17. Februar 2018 24. Februar 2018    |        | Méryl Delferrière     | Midori Nakanome  | Woo Young Jang          |
| Baixo Guandu a          | 14. April 2018 21. April 2018        |        | Michael Küffer        | Stephane Poulain | Torsten Siegel          |
| Baixo Guandu a          | 14. April 2018 21. April 2018        |        | Méryl Delferrière     | Keiko Hiraki     | Yael Margelisch         |
| Gemona del Friuli       | 23. Juni 2018 30. Juni 2018          |        | Jurij Vidic           | Torsten Siegel   | Jonathan Marin          |
| Gemona del Friuli       | 23. Juni 2018 30. Juni 2018          |        | Seiko Fukuoka Naville | Yael Margelisch  | Méryl Delferrière       |
| Sopot                   | 18. August 2018 25. August 2018      |        | Gleb Sukhotskiy       | Jurij Vidic      | Rafael De Moraes Barros |
| Sopot                   | 18. August 2018 25. August 2018      |        | Méryl Delferrière     | Yuki Sato        | Klaudia Bułgakow        |
| Aksaray                 | 8. September 2018 15. September 2018 |        | Russell Achterberg    | Yassen Savov     | Stephane Poulain        |
| Aksaray                 | 8. September 2018 15. September 2018 |        | Seiko Fukuoka Naville | Yael Margelisch  | Daria Krasnova          |
| Superfinal Baixo Guandu | 19. März 2019 30. März 2019          |        | Pierre Remy           | Julien Wirtz     | Russel Ogden            |
| Superfinal Baixo Guandu | 19. März 2019 30. März 2019          |        | Méryl Delferrière     | Yael Margelisch  | Kari Ellis              |

### Saison 2017
| Austragung            | Zeitraum                            | Sieger | Sieger                | Zweiter               | Dritter                  |
| --------------------- | ----------------------------------- | ------ | --------------------- | --------------------- | ------------------------ |
| Coeur de Savoie       | 20. Mai 2017 27. Mai 2017           |        | Luc Armant            | Julien Wirtz          | Ulrich Prinz             |
| Coeur de Savoie       | 20. Mai 2017 27. Mai 2017           |        | Méryl Delferrière     | Seiko Fukuoka Naville | Laurie Genovese          |
| Niš                   | 17. Juni 2017 24. Juni 2017         |        | Stephane Drouin       | Yassen Savov          | Arnaud Baumy             |
| Niš                   | 17. Juni 2017 24. Juni 2017         |        | Atsuko Yamashita      | Yuki Sato             | Méryl Delferrière        |
| Disentis              | 5. August 2017 12. August 2017      |        | Alfredo Studer        | Dominik Breitinger    | Christoph Trutmann       |
| Disentis              | 5. August 2017 12. August 2017      |        | Seiko Fukuoka Naville | Emanuelle Zufferey    | Yael Margelisch          |
| Pico do Gaviao        | 2. September 2017 9. September 2017 |        | Rafael Saladini       | Erico Oliveira        | Frank Brown              |
| Pico do Gaviao        | 2. September 2017 9. September 2017 |        | Silvia Buzzi Ferraris | Merve Gülsah Arslan   | Marcella Pomarico Uchoa  |
| Guayaquil – Bototillo | 28. Oktober 2017 4. November 2017   |        | Honorin Hamard        | Stefan Wyss           | Zoran Labovic            |
| Guayaquil – Bototillo | 28. Oktober 2017 4. November 2017   |        | Yael Margelisch       | Keiko Hiraki          | Benedicte Saury-Jourdain |
| Superfinal Roldanillo | 9. Januar 2018 21. Januar 2018      |        | Michael Sigel         | Nicola Donini         | Joachim Oberhauser       |
| Superfinal Roldanillo | 9. Januar 2018 21. Januar 2018      |        | Laurie Genovese       | Méryl Delferrière     | Klaudia Bułgakow         |

### Saison 2016
| Austragung                      | Zeitraum                             | Sieger | Sieger                | Zweiter                  | Dritter                     |
| ------------------------------- | ------------------------------------ | ------ | --------------------- | ------------------------ | --------------------------- |
| Castelo                         | 9. April 2016 16. April 2016         |        | Félix Rodriguez       | Lucas Bernardin          | Frank Brown                 |
| Castelo                         | 9. April 2016 16. April 2016         |        | Keiko Hiraki          | Nicole Fedele            | Klaudia Bułgakow            |
| Gemona del Friuli               | 4. Juni 2016 11. Juni 2016           |        | Andreas Malecki       | Jurij Vidic              | Hernán Pitocco              |
| Gemona del Friuli               | 4. Juni 2016 11. Juni 2016           |        | Silvia Buzzi Ferraris | Seiko Fukuoka Naville    | Yvonne Dathe                |
| Serra da Estrela                | 2. Juli 2016 9. Juli 2016            |        | Donizete B. Lemos     | Claudio Virgilio         | JoséLuis Sudbrack Guimaraes |
| Serra da Estrela                | 2. Juli 2016 9. Juli 2016            |        | Keiko Hiraki          | Yael Margelisch          | Shauin Kao                  |
| St André les Alpes              | 3. September 2016 10. September 2016 |        | Maxime Pinot          | Félix Rodriguez          | Luc Armant                  |
| St André les Alpes              | 3. September 2016 10. September 2016 |        | Kirsty Cameron        | Laurie Genovese          | Yael Margelisch             |
| Saint-Leu                       | 1. Oktober 2016 8. Oktober 2016      |        | Michael Küffer        | Simon Pellissier         | Andre Rainsford-Alberts     |
| Saint-Leu                       | 1. Oktober 2016 8. Oktober 2016      |        | Klaudia Bułgakow      | Benedicte Saury-Jourdain | Méryl Delferrière           |
| Superfinal Governador Valadares | 17. Januar 2017 28. Januar 2017      |        | Aaron Durogati        | Adrian Hachen            | Charles Cazaux              |
| Superfinal Governador Valadares | 17. Januar 2017 28. Januar 2017      |        | Seiko Fukuoka Naville | Nicole Fedele            | Laurie Genovese             |

### Saison 2015
| Austragung                | Zeitraum                          | Sieger | Sieger                | Zweiter            | Dritter               |
| ------------------------- | --------------------------------- | ------ | --------------------- | ------------------ | --------------------- |
| Baixo Guandu              | 10. April 2015 17. April 2015     |        | Marco Littame         | Ally Palencia      | Urs Schoenauer        |
| Baixo Guandu              | 10. April 2015 17. April 2015     |        | Klaudia Bułgakow      | Yayoi Ito          | Nao Takada            |
| Montalegre                | 10. Juli 2015 17. Juli 2015       |        | Honorin Hamard        | Julien Wirtz       | Yoshiki Kuremoto      |
| Montalegre                | 10. Juli 2015 17. Juli 2015       |        | Keiko Hiraki          | Klaudia Bułgakow   | Silvia Buzzi Ferraris |
| Disentis                  | 7. August 2015 14. August 2015    |        | Chrigel Maurer        | Stefan Wyss        | Michael Küffer        |
| Disentis                  | 7. August 2015 14. August 2015    |        | Seiko Fukuoka Naville | Emanuelle Zufferey | Yael Margelisch       |
| Àger                      | 29. August 2015 5. September 2015 |        | Pierre Remy           | Xevi Bonet Dalmau  | Helmut Eichholzer     |
| Àger                      | 29. August 2015 5. September 2015 |        | Seiko Fukuoka Naville | Keiko Hiraki       | Atsuko Yamashita      |
| Bir                       | 23. Oktober 2015 30. Oktober 2015 |        | Michael Küffer        | Xevi Bonet Dalmau  | Julien Wirtz          |
| Bir                       | 23. Oktober 2015 30. Oktober 2015 |        | Yuki Sato             | Petra Slivova      | Yael Margelisch       |
| Superfinal Valle de Bravo | 11. Januar 2016 22. Januar 2016   |        | Stefan Wyss           | Julien Wirtz       | Luca Donini           |
| Superfinal Valle de Bravo | 11. Januar 2016 22. Januar 2016   |        | Seiko Fukuoka Naville | Laurie Genovese    | Emanuelle Zufferey    |

### Saison 2014

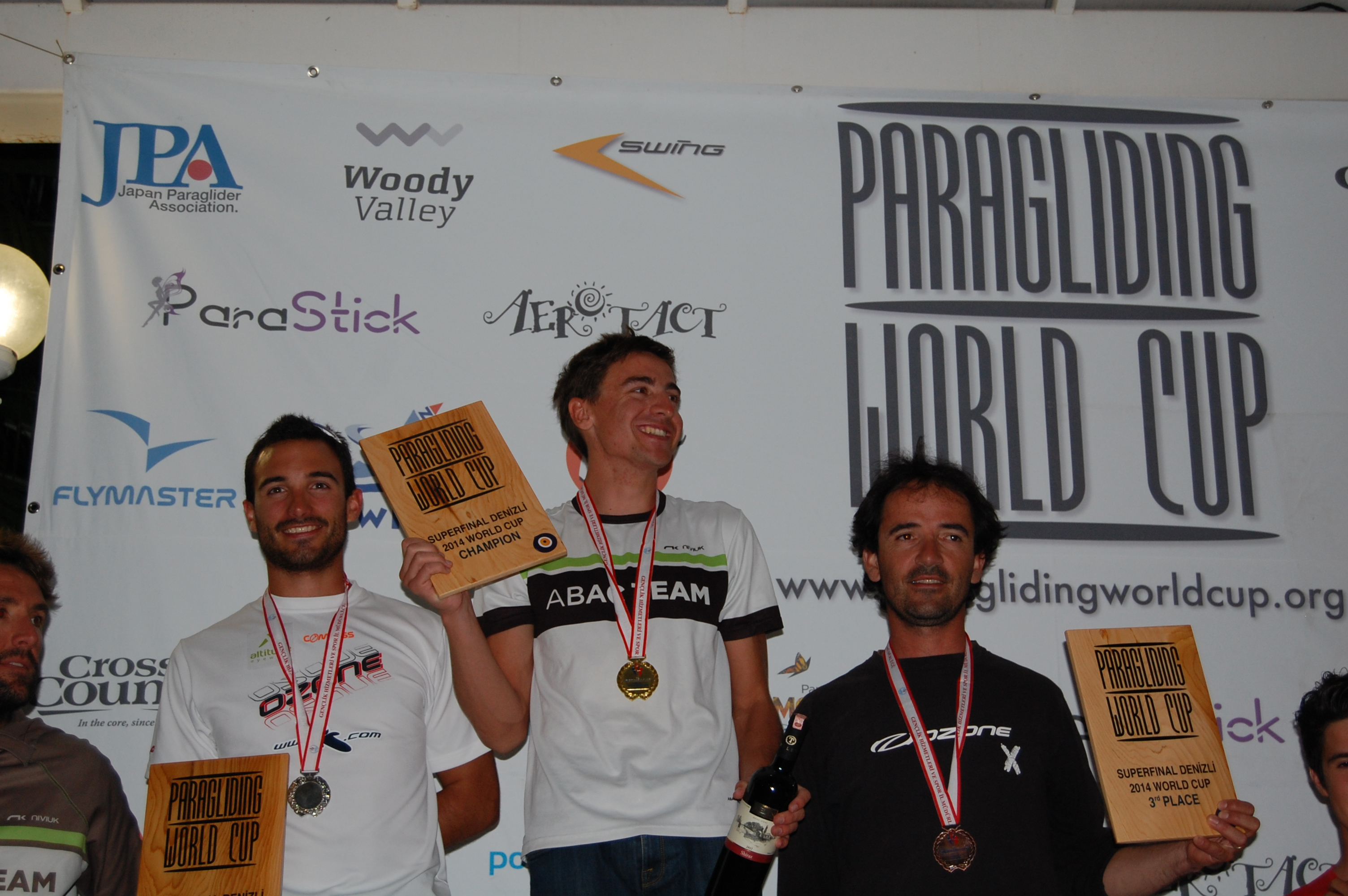
Podium beim PWC Superfinal 2014

| Austragung         | Zeitraum                           | Sieger | Sieger                | Zweiter          | Dritter                |
| ------------------ | ---------------------------------- | ------ | --------------------- | ---------------- | ---------------------- |
| Valle de Bravo     | 31. Januar 2014 7. Februar 2014    |        | Michael Maurer        | Pierre Remy      | Stefan Wyss            |
| Valle de Bravo     | 31. Januar 2014 7. Februar 2014    |        | Seiko Fukuoka Naville | Tomoko Uno       | Andrea Jaramillo Jaram |
| Mina Clavero       | 28. Februar 2014 7. März 2014      |        | Richard Pethigal      | Jacques Fournier | Jared Anderson         |
| Mina Clavero       | 28. Februar 2014 7. März 2014      |        | Tomoko Uno            | Nicole Fedele    | Laurie Genovese        |
| Coeur de Savoie    | 23. Mai 2014 30. Mai 2014          |        | Félix Rodriguez       | Alfredo Studer   | Clement Latour         |
| Coeur de Savoie    | 23. Mai 2014 30. Mai 2014          |        | Kirsty Cameron        | Laurie Genovese  | Tomoko Uno             |
| Celorico da Beira  | 20. Juni 2014 27. Juni 2014        |        | Félix Rodriguez       | Julien Wirtz     | Andreas Malecki        |
| Celorico da Beira  | 20. Juni 2014 27. Juni 2014        |        | Emi Hirokawa          | Ayse Bayrak      | Yvonne Dathe           |
| Krushevo           | 18. Juli 2014 25. Juli 2014        |        | Stephan Morgenthaler  | Yassen Savow     | Stephan Gruber         |
| Krushevo           | 18. Juli 2014 25. Juli 2014        |        | Nicole Fedele         | Keiko Hiraki     | Tomoko Uno             |
| Superfinal Denizli | 23. September 2014 4. Oktober 2014 |        | Maxime Pinot          | Honorin Hamard   | Julien Wirtz           |
| Superfinal Denizli | 23. September 2014 4. Oktober 2014 |        | Laurie Genovese       | Keiko Hiraki     | Yuki Sato              |

### Saison 2013
| Austragung                | Zeitraum                          | Sieger | Sieger                       | Zweiter                      | Dritter            |
| ------------------------- | --------------------------------- | ------ | ---------------------------- | ---------------------------- | ------------------ |
| Porterville               | 22. Februar 2013 1. März 2013     |        | Andre Rainsford-Alberts      | Félix Rodriguez              | Washington Peruchi |
| Porterville               | 22. Februar 2013 1. März 2013     |        | Keiko Hiraki                 | Nicole Fedele                | Kirsty Cameron     |
| Baixo Guandu              | 22. Juni 2013 29. Juni 2013       |        | Michael Sigel                | Adrian Hachen                | Julien Wirtz       |
| Baixo Guandu              | 22. Juni 2013 29. Juni 2013       |        | Seiko Fukuoka Naville        | Ayse Bayrak                  | Elisa Houdry       |
| Val Louron                | 22. Februar 2013 1. März 2013     |        | Richard Gallon               | Ulrich Prinz                 | Xevi Bonet Dalmau  |
| Val Louron                | 22. Februar 2013 1. März 2013     |        | Laurie Genovese              | Seiko Fukuoka Naville        | Klaudia Bułgakow   |
| Raska-Kopaonik            | 9. August 2013 16. August 2013    |        | Maxime Bellemin              | Francisco Javier Reina Lagos | Charles Cazaux     |
| Raska-Kopaonik            | 9. August 2013 16. August 2013    |        | Klaudia Bułgakow             | Marina Olexina               | Daria Krasnova     |
| Erzincan                  | 30. August 2013 6. September 2013 |        | Manuel Nuebel                | Julien Wirtz                 | Alexander Schalber |
| Erzincan                  | 30. August 2013 6. September 2013 |        | Daria Krasnova               | Renata Kuhnova               | Yvonne Dathe       |
| Superfinal Gov. Valadares | 13. Januar 2014 25. Januar 2014   |        | Francisco Javier Reina Lagos | Joachim Oberhauser           | Stephane Drouin    |
| Superfinal Gov. Valadares | 13. Januar 2014 25. Januar 2014   |        | Keiko Hiraki                 | Seiko Fukuoka Naville        | Nicole Fedele      |

### Saison 2012
| Austragung            | Zeitraum                        | Sieger | Sieger                | Zweiter                 | Dritter                    |
| --------------------- | ------------------------------- | ------ | --------------------- | ----------------------- | -------------------------- |
| Castelo               | 16. März 2012 23. März 2012     |        | Yann Martail          | Michael Sigel           | Carlos Cordido             |
| Castelo               | 16. März 2012 23. März 2012     |        | Emanuelle Zufferey    | Marina Olexina          | Svetlana Piskareva         |
| Talloires             | 11. Mai 2012 18. Mai 2012       |        | Alfredo Studer        | Joel Debons             | Charles Cazaux             |
| Talloires             | 11. Mai 2012 18. Mai 2012       |        | Seiko Fukuoka Naville | Laurie Genovese         | Keiko Hiraki               |
| Montalegre            | 12. Juli 2012 20. Juli 2012     |        | Yann Martail          | Marco Littame           | Helmut Eichholzer          |
| Montalegre            | 12. Juli 2012 20. Juli 2012     |        | Keiko Hiraki          | Tomomi Masuko           | Ayse Bayrak                |
| Krushevo              | 3. August 2012 10. August 2012  |        | Olivier Michielsen    | Armin Eder              | Charles Cazaux             |
| Krushevo              | 3. August 2012 10. August 2012  |        | Klaudia Bułgakow      | Ayse Bayrak             | Joanna Di Grigoli          |
| Sun Valley            | 17. August 2012 24. August 2012 |        | Mark Watts            | Andre Rainsford-Alberts | Kiyoshi Nariyama           |
| Sun Valley            | 17. August 2012 24. August 2012 |        | Regula Strasser       | Yayoi Ito               | Andrea Jaramillo Jaramillo |
| Superfinal Roldanillo | 14. Januar 2013 25. Januar 2013 |        | Aaron Durogati        | Michael Maurer          | Russel Ogden               |
| Superfinal Roldanillo | 14. Januar 2013 25. Januar 2013 |        | Nicole Fedele         | Laurie Genovese         | Keiko Hiraki               |

### Saison 2011
| Austragung                | Zeitraum                        | Sieger | Sieger                | Zweiter               | Dritter               |
| ------------------------- | ------------------------------- | ------ | --------------------- | --------------------- | --------------------- |
| Roldanillo                | 14. Januar 2011 21. Januar 2011 |        | Michael Sigel         | Russel Ogden          | Peter Neuenschwander  |
| Roldanillo                | 14. Januar 2011 21. Januar 2011 |        | Renata Kuhnova        | Elisa Houdry          | Keiko Hiraki          |
| Mun Gyeong                | 13. Mai 2011 20. Mai 2011       |        | Jack Brown            | Jimmy Pacher          | Lucas Bernardin       |
| Mun Gyeong                | 13. Mai 2011 20. Mai 2011       |        | Daria Krasnova        | Elisa Houdry          | Marina Olexina        |
| Lienz                     | 10. Juni 2011 17. Juni 2011     |        | Alex Hofer            | Josef Brandner        | Jacques Fournier      |
| Lienz                     | 10. Juni 2011 17. Juni 2011     |        | Regula Strasser       | Elisa Houdry          | Seiko Fukuoka Naville |
| Bayramören                | 22. Juli 2011 29. Juli 2011     |        | Stephane Drouin       | Raul Penso Hernandez  | Marc Wensauer         |
| Bayramören                | 22. Juli 2011 29. Juli 2011     |        | Seiko Fukuoka Naville | Petra Slivova         | Renata Kuhnova        |
| Àger                      | 19. August 2011 26. August 2011 |        | Jeremie Lager         | Stephan Morgenthaler  | Xevi Bonet Dalmau     |
| Àger                      | 19. August 2011 26. August 2011 |        | Seiko Fukuoka Naville | Kirsty Cameron        | Petra Slivova         |
| Superfinal Valle de Bravo | 23. Januar 2012 4. Februar 2012 |        | Peter Neuenschwander  | Jean-Marc Caron       | Dusan Oroz            |
| Superfinal Valle de Bravo | 23. Januar 2012 4. Februar 2012 |        | Petra Slivova         | Seiko Fukuoka Naville | Regula Strasser       |

### Saison 2010
| Austragung         | Zeitraum                          | Sieger | Sieger                | Zweiter                    | Dritter           |
| ------------------ | --------------------------------- | ------ | --------------------- | -------------------------- | ----------------- |
| Poços de Caldas    | 2. April 2010 9. April 2010       |        | Urban Valic           | Russell Achterberg         | Aljaz Valic       |
| Poços de Caldas    | 2. April 2010 9. April 2010       |        | Elisa Houdry          | Orlane Sturbois            | Kamira Pereira    |
| Happō              | 21. Mai 2010 28. Mai 2010         |        | Lucas Bernardin       | Kaoru Ogisawa              | Yasushi Kobayashi |
| Happō              | 21. Mai 2010 28. Mai 2010         |        | Tomomi Masuko         | Noriko Mizunuma            | Junghun Park      |
| Linzhou            | 1. Juni 2010 8. Juni 2010         |        | Andrey Eliseev        | Alex Hofer                 | Yasushi Kobayashi |
| Linzhou            | 1. Juni 2010 8. Juni 2010         |        | Orlane Sturbois       | Christine Metais           | Xiangping Hou     |
| Drama              | 18. Juni 2010 25. Juni 2010       |        | Thomas Brandlehner    | Jamie Messenger            | Luc Armant        |
| Drama              | 18. Juni 2010 25. Juni 2010       |        | Seiko Fukuoka Naville | Keiko Hiraki               | Renata Kuhnova    |
| San Potito         | 2. Juli 2010 9. Juli 2010         |        | Luc Armant            | Aljaz Valic                | Andreas Malecki   |
| San Potito         | 2. Juli 2010 9. Juli 2010         |        | Renata Kuhnova        | Seiko Fukuoka Naville      | Regula Strasser   |
| Chelan             | 16. Juli 2010 23. Juli 2010       |        | Josh Cohn             | Nicholas Greece            | Yasushi Kobayashi |
| Chelan             | 16. Juli 2010 23. Juli 2010       |        | Joanna Di Grigoli     | Melanie Pfister            | Nicole Mclearn    |
| Serra de Estrela   | 6. August 2010 13. August 2010    |        | Lucas Bernardin       | Claudio Virgillo           | Julien Wirtz      |
| Serra de Estrela   | 6. August 2010 13. August 2010    |        | Seiko Fukuoka Naville | Katarzyna Gruziewska-Losik | Marina Olexina    |
| Superfinal Denizli | 20. August 2010 1. September 2010 |        | Yann Martail          | Jurij Vidic                | Jean-Marc Caron   |
| Superfinal Denizli | 20. August 2010 1. September 2010 |        | Petra Slivova         | Seiko Fukuoka Naville      | Elisa Houdry      |

### Saison 2009
| Austragung                | Zeitraum                           | Sieger | Sieger               | Zweiter         | Dritter               |
| ------------------------- | ---------------------------------- | ------ | -------------------- | --------------- | --------------------- |
| Governador Valadares      | 20. März 2009 27. März 2009        |        | Raul Penso Hernandez | Andreas Malecki | Stefan Wyss           |
| Governador Valadares      | 20. März 2009 27. März 2009        |        | Elisa Houdry         | Marina Olexina  | Svetlana Piskareva    |
| Mungyeong                 | 24. April 2009 1. Mai 2009         |        | Seyong Jung          | Denis Cortella  | David Ohlidal         |
| Mungyeong                 | 24. April 2009 1. Mai 2009         |        | Orlane Sturbois      | Noriko Mizunuma | Xiangping Hou         |
| Denizli                   | 29. Mai 2009 5. Juni 2009          |        | Russel Ogden         | Jean-Marc Caron | Yassen Savov          |
| Denizli                   | 29. Mai 2009 5. Juni 2009          |        | Elisa Houdry         | Marina Olexina  | Renata Kuhnova        |
| Talloires                 | 12. Juni 2009 19. Juni 2009        |        | Stefan Wyss          | Aljaz Valic     | Peter Frauenschuh     |
| Talloires                 | 12. Juni 2009 19. Juni 2009        |        | Elisa Houdry         | Keiko Hiraki    | Seiko Fukuoka Naville |
| Buzet                     | 10. Juli 2009 17. Juli 2009        |        | Yassen Savov         | Armin Eder      | Stefan Wyss           |
| Buzet                     | 10. Juli 2009 17. Juli 2009        |        | Renata Kuhnova       | Marion Slunka   | Elisa Houdry          |
| Superfinal Poggio Bustone | 31. August 2009 11. September 2009 |        | Charles Cazaux       | Russel Ogden    | Luca Donini           |
| Superfinal Poggio Bustone | 31. August 2009 11. September 2009 |        | Keiko Hiraki         | Elisa Houdry    | Petra Slivova         |

### Saison 2008
| Austragung      | Zeitraum                           | Sieger | Sieger            | Zweiter             | Dritter             |
| --------------- | ---------------------------------- | ------ | ----------------- | ------------------- | ------------------- |
| Poggio Bustone  | 4. April 2008 9. April 2008        |        | Urban Valic       | Primoz Podobnik     | Stefan Schmoker     |
| Poggio Bustone  | 4. April 2008 9. April 2008        |        | Renata Kuhnova    | Keiko Hiraki        | Anja Kroll          |
| Grindelwald     | 23. Mai 2008 30. Mai 2008          |        | Chrigel Maurer    | Peter Frauenschuh   | Michael von Wachter |
| Grindelwald     | 23. Mai 2008 30. Mai 2008          |        | Anja Kroll        | Dorothea Stichlmair | Keiko Hiraki        |
| Castejón de Sos | 13. Juni 2008 20. Juni 2008        |        | Karlo Bonacic     | Jean-Marc Caron     | Tomas Brauner       |
| Castejón de Sos | 13. Juni 2008 20. Juni 2008        |        | Ewa Wiśnierska    | Anja Kroll          | Elisa Houdry        |
| Sopot           | 1. August 2008 8. August 2008      |        | Helmut Eichholzer | Tomas Brauner       | Jean-Marc Caron     |
| Sopot           | 1. August 2008 8. August 2008      |        | Klaudia Bułgakow  | Anja Kroll          | Ewa Wiśnierska      |
| Castelo         | 26. September 2008 3. Oktober 2008 |        | Stefan Schmoker   | Tomas Brauner       | Urban Valic         |
| Castelo         | 26. September 2008 3. Oktober 2008 |        | Ewa Wiśnierska    | Elisa Houdry        | Anja Kroll          |
| Gesamt          | Gesamt                             |        | Andy Aebi         | Jean-Marc Caron     | Stefan Schmoker     |
| Gesamt          | Gesamt                             |        | Anja Kroll        | Ewa Wiśnierska      | Keiko Hiraki        |

### Saison 2007
| Austragung        | Zeitraum                          | Sieger | Sieger           | Zweiter         | Dritter            |
| ----------------- | --------------------------------- | ------ | ---------------- | --------------- | ------------------ |
| Präfektur Ibaraki | 6. April 2007 13. April 2007      |        | Primoz Podobnik  | Urban Valic     | David Ohlidal      |
| Präfektur Ibaraki | 6. April 2007 13. April 2007      |        | Keiko Hiraki     | Anja Kroll      | Yasuko Murakami    |
| Àger              | 1. Juni 2007 8. Juni 2007         |        | Chrigel Maurer   | Jean-Marc Caron | Stefan Schmoker    |
| Àger              | 1. Juni 2007 8. Juni 2007         |        | Eliane Ueltschi  | Elisa Houdry    | Hana Matyaskova    |
| Cornizzolo        | 13. Juli 2007 20. Juli 2007       |        | Chrigel Maurer   | Andy Aebi       | Christian Tamegger |
| Cornizzolo        | 13. Juli 2007 20. Juli 2007       |        | Anja Kroll       | Ewa Wiśnierska  | Keiko Hiraki       |
| Kayseri           | 24. August 2007 31. August 2007   |        | Urban Valic      | Aljaz Valic     | Stefan Wyss        |
| Kayseri           | 24. August 2007 31. August 2007   |        | Anja Kroll       | Ewa Wiśnierska  | Klaudia Bułgakow   |
| Provinz Tucumán   | 12. Oktober 2007 19. Oktober 2007 |        | Urban Valic      | Stefan Wyss     | Aljaz Valic        |
| Provinz Tucumán   | 12. Oktober 2007 19. Oktober 2007 |        | Klaudia Bułgakow | Ewa Wiśnierska  | Keiko Hiraki       |
| Gesamt            | Gesamt                            |        | Chrigel Maurer   | Urban Valic     | Andy Aebi          |
| Gesamt            | Gesamt                            |        | Anja Kroll       | Ewa Wiśnierska  | Keiko Hiraki       |

### Saison 2006
| Austragung | Zeitraum                            | Sieger | Sieger                    | Zweiter           | Dritter           |
| ---------- | ----------------------------------- | ------ | ------------------------- | ----------------- | ----------------- |
| Castelo    | 17. März 2006 24. März 2006         |        | Chrigel Maurer            | Tomas Brauner     | Martin Orlik      |
| Castelo    | 17. März 2006 24. März 2006         |        | Ewa Wiśnierska Cieślewicz | Karin Appenzeller | Noriko Mizunuma   |
| Seeboden   | 19. Mai 2006 26. Mai 2006           |        | Gregory Blondeau          | Kaoru Ogisawa     | Martin Orlik      |
| Seeboden   | 19. Mai 2006 26. Mai 2006           |        | Ewa Wiśnierska Cieślewicz | Karin Appenzeller | Eliane Ueltschi   |
| Fiesch     | 4. August 2006 11. August 2006      |        | Christian Tamegger        | Marina Olexina    | Martin Pacejka    |
| Fiesch     | 4. August 2006 11. August 2006      |        | Marina Olexina            | Klaudia Bułgakow  | Eliane Ueltschi   |
| Kobarid    | 1. September 2006 8. September 2006 |        | Chrigel Maurer            | Denis Cortella    | Tomas Brauner     |
| Kobarid    | 1. September 2006 8. September 2006 |        | Renata Kuhnova            | Karin Appenzeller | Marina Olexina    |
| St. Leu    | 3. November 2006 10. November 2006  |        | Chrigel Maurer            | Bruno Arnold      | Gregory Blondeau  |
| St. Leu    | 3. November 2006 10. November 2006  |        | Petra Krausova            | Anja Kroll        | Karin Appenzeller |
| Gesamt     | Gesamt                              |        | Chrigel Maurer            | Gregory Blondeau  | Tomas Brauner     |
| Gesamt     | Gesamt                              |        | Karin Appenzeller         | Petra Krausova    | Anja Kroll        |

### Saison 2005
| Austragung          | Zeitraum                       | Sieger | Sieger                    | Zweiter           | Dritter                 |
| ------------------- | ------------------------------ | ------ | ------------------------- | ----------------- | ----------------------- |
| Sopot               | 22. April 2005 29. April 2005  |        | Chrigel Maurer            | Gregory Blondeau  | Armin Eder              |
| Sopot               | 22. April 2005 29. April 2005  |        | Petra Krausova            | Keiko Hiraki      | Eliane Ueltschi         |
| Bourg-Saint-Maurice | 3. Juni 2005 10. Juni 2005     |        | Patrick Berod             | Bruce Goldsmith   | Frank Brown             |
| Bourg-Saint-Maurice | 3. Juni 2005 10. Juni 2005     |        | Ewa Wiśnierska Cieślewicz | Petra Krausova    | Keiko Hiraki            |
| Niš                 | 1. Juli 2005 8. Juli 2005      |        | Chrigel Maurer            | Charles Cazaux    | Luciano Tcacenco Bender |
| Niš                 | 1. Juli 2005 8. Juli 2005      |        | Ewa Wiśnierska Cieślewicz | Karin Appenzeller | Petra Krausova          |
| Monte Cornizzolo    | 15. Juli 2005 22. Juli 2005    |        | Chrigel Maurer            | Martin Orlik      | Max Jeanpierre          |
| Monte Cornizzolo    | 15. Juli 2005 22. Juli 2005    |        | Ewa Wiśnierska Cieślewicz | Petra Krausova    | Marina Olexina          |
| Serra da Estrela    | 5. August 2005 12. August 2005 |        | Torsten Siegel            | Marco Littame     | Chrigel Maurer          |
| Serra da Estrela    | 5. August 2005 12. August 2005 |        | Ewa Wiśnierska Cieślewicz | Keiko Hiraki      | Anja Kroll              |
| Gesamt              | Gesamt                         |        | Chrigel Maurer            | Max Jeanpierre    | David Ohlidal           |
| Gesamt              | Gesamt                         |        | Ewa Wiśnierska Cieślewicz | Petra Krausova    | Karin Appenzeller       |

### Saison 2004
| Austragung   | Zeitraum                          | Sieger | Sieger                  | Zweiter                 | Dritter            |
| ------------ | --------------------------------- | ------ | ----------------------- | ----------------------- | ------------------ |
| Monte Grappa | 4. April 2004 10. April 2004      |        | Chrigel Maurer          | Steve Cox               | Bruce Goldsmith    |
| Monte Grappa | 4. April 2004 10. April 2004      |        | Petra Krausova          | Caroll Licini           | Karin Appenzeller  |
| Abtenau      | 1. Mai 2004 7. Mai 2004           |        | Christian Tamegger      | Paolo Zammarchi         | Achim Joos         |
| Abtenau      | 1. Mai 2004 7. Mai 2004           |        | Louise Crandal          | Karin Appenzeller       | Caroll Licini      |
| Talloires    | 19. Juni 2004 25. Juni 2004       |        | Christian Tamegger      | Frank Brown             | Andreas Birenstihl |
| Talloires    | 19. Juni 2004 25. Juni 2004       |        | Petra Krausova          | Elisabeth Rauchenberger | Elisa Houdry       |
| Kayseri      | 28. August 2004 3. September 2004 |        | Achim Joos              | Tomas Brauner           | Chrigel Maurer     |
| Kayseri      | 28. August 2004 3. September 2004 |        | Petra Krausova          | Elisabeth Rauchenberger | Caroline Brille    |
| Tapalpa      | 23. Oktober 2004 29. Oktober 2004 |        | Stefan Wyss             | Paolo Zammarchi         | Torsten Siegel     |
| Tapalpa      | 23. Oktober 2004 29. Oktober 2004 |        | Elisabeth Rauchenberger | Caroll Licini           | Caroline Brille    |
| Gesamt       | Gesamt                            |        | Oliver Rössel           | Paolo Zammarchi         | Frank Brown        |
| Gesamt       | Gesamt                            |        | Petra Krausova          | Elisabeth Rauchenberger | Caroline Brille    |

### Gesamtsieger vor 2004
| Austragung | Sieger             | Sieger           |
| Austragung | Allgemein          | Frauen           |
| ---------- | ------------------ | ---------------- |
| 2003       | Achim Joos         | Petra Krausova   |
| 2002       | Alex Hofer         | Petra Krausova   |
| 2001       | Patrick Bérod      | Louise Crandal   |
| 2000       | André Hediger      | Louise Crandal   |
| 1999       | Kari Eisenhut      | Sandie Cochepain |
| 1998       | Peter Lüthi        | Claire Bernie    |
| 1997       | Jimmy Pacher       | Claire Bernie    |
| 1996       | Christian Tamegger | Nanou Berger     |
| 1995       | Hans Bollinger     | Camilla Pemer    |
| 1994       | Jimmy Pacher       | Nanou Berger     |
| 1993       | Richard Gallon     | Camilla Pemer    |
| 1992       | Uli Wiesmeier      | Nanou Berger     |

## Bestenliste
* Berücksichtigt sind alle Podiumsplatzierungen der Gesamtergebnisse bzw. der Superfinals ab 2004 (Stand August 2021)

### Männer
| Athlet                       | 1. | 2. | 3. |
| ---------------------------- | -- | -- | -- |
| Chrigel Maurer               | 3  | 0  | 0  |
| Aaron Durogati               | 2  | 1  | 0  |
| Honorin Hamard               | 2  | 1  | 0  |
| Jimmy Pacher                 | 2  | 0  | 0  |
| Andy Aebi                    | 1  | 0  | 1  |
| Charles Cazaux               | 1  | 0  | 1  |
| Uli Wiesmeier                | 1  | 0  | 0  |
| Richard Gallon               | 1  | 0  | 0  |
| Hans Bollinger               | 1  | 0  | 0  |
| Christian Tamegger           | 1  | 0  | 0  |
| Peter Lüthi                  | 1  | 0  | 0  |
| Kari Eisenhut                | 1  | 0  | 0  |
| André Hediger                | 1  | 0  | 0  |
| Patrick Bérod                | 1  | 0  | 0  |
| Achim Joos                   | 1  | 0  | 0  |
| Patrick Bérod                | 1  | 0  | 0  |
| Francisco Javier Reina Lagos | 1  | 0  | 0  |
| Maxime Pinot                 | 1  | 0  | 0  |
| Oliver Rössel                | 1  | 0  | 0  |
| Peter Neuenschwander         | 1  | 0  | 0  |
| Michael Sigel                | 1  | 0  | 0  |
| Stefan Wyss                  | 1  | 0  | 0  |
| Yann Martail                 | 1  | 0  | 0  |
| Pierre Remy                  | 1  | 0  | 0  |
| Luc Armand                   | 1  | 0  | 0  |
| Jean-Marc Caron              | 0  | 2  | 1  |
| Julien Wirtz                 | 0  | 2  | 1  |
| Russel Ogden                 | 0  | 1  | 2  |
| Joachim Oberhauser           | 0  | 1  | 2  |
| Adrian Hachen                | 0  | 1  | 1  |
| Baptiste Lambert             | 0  | 1  | 1  |
| Gregory Blondeau             | 0  | 1  | 0  |
| Nicola Donini                | 0  | 1  | 0  |
| Jurij Vidic                  | 0  | 1  | 0  |
| Max Jeanpierre               | 0  | 1  | 0  |
| Michael Maurer               | 0  | 1  | 0  |
| Paolo Zammarchi              | 0  | 1  | 0  |
| Urban Valic                  | 0  | 1  | 0  |
| Philipp Haag                 | 0  | 1  | 0  |
| Luca Donini                  | 0  | 0  | 2  |
| David Ohlidal                | 0  | 0  | 1  |
| Dusan Oroz                   | 0  | 0  | 1  |
| Frank Brown                  | 0  | 0  | 1  |
| Stefan Schmoker              | 0  | 0  | 1  |
| Stephane Drouin              | 0  | 0  | 1  |
| Tomas Brauner                | 0  | 0  | 1  |

| Nation                 | 1. | 2. | 3. |
| ---------------------- | -- | -- | -- |
| Schweiz                | 13 | 3  | 3  |
| Frankreich             | 8  | 7  | 5  |
| Italien                | 4  | 4  | 4  |
| Deutschland            | 3  | 1  | 0  |
| Österreich             | 1  | 0  | 0  |
| Spanien                | 1  | 0  | 0  |
| Slowenien              | 0  | 2  | 1  |
| Vereinigtes Königreich | 0  | 1  | 2  |
| Tschechien             | 0  | 0  | 2  |
| Brasilien              | 0  | 0  | 1  |

### Frauen
| Athlet                          | 1. | 2. | 3. |
| ------------------------------- | -- | -- | -- |
| Petra Slivova (geb. Krausova)   | 5  | 2  | 1  |
| Seiko Fukuoka Naville           | 3  | 3  | 0  |
| Nanou Berger                    | 3  | 0  | 0  |
| Keiko Hiraki                    | 2  | 2  | 3  |
| Laurie Genovese                 | 2  | 2  | 1  |
| Méryl Delferrière               | 2  | 2  | 0  |
| Anja Kroll                      | 2  | 0  | 1  |
| Constance Mettetal              | 2  | 0  | 1  |
| Camilla Pemer                   | 2  | 0  | 0  |
| Claire Bernie                   | 2  | 0  | 0  |
| Louise Crandall                 | 2  | 0  | 0  |
| Ewa Wiśnierska Cieślewicz       | 1  | 2  | 0  |
| Nicole Fedele                   | 1  | 1  | 1  |
| Karin Maurer (geb. Appenzeller) | 1  | 0  | 1  |
| Sandie Cochepain                | 1  | 0  | 0  |
| Elisa Houdry                    | 0  | 1  | 1  |
| Yael Margelisch                 | 0  | 1  | 1  |
| Elisabeth Rauchenberger         | 0  | 1  | 0  |
| Alexia Fischer                  | 0  | 1  | 0  |
| Caroline Brille                 | 0  | 0  | 1  |
| Klaudia Bułgakow                | 0  | 0  | 1  |
| Yuki Sato                       | 0  | 0  | 1  |
| Regula Strasser                 | 0  | 0  | 1  |
| Emanuelle Zufferey              | 0  | 0  | 1  |
| Kari Ellis                      | 0  | 0  | 1  |
| Nanda Walliser                  | 0  | 0  | 1  |

| Nation             | 1. | 2. | 3. |
| ------------------ | -- | -- | -- |
| Frankreich         | 15 | 8  | 4  |
| Tschechien         | 5  | 2  | 1  |
| Schweiz            | 3  | 2  | 6  |
| Japan              | 2  | 2  | 4  |
| Österreich         | 2  | 0  | 0  |
| Dänemark           | 2  | 0  | 0  |
| Deutschland        | 1  | 2  | 0  |
| Italien            | 1  | 1  | 1  |
| Vereinigte Staaten | 0  | 1  | 0  |
| Polen              | 0  | 0  | 1  |
| Australien         | 0  | 0  | 1  |

## Bemerkungen
- Petra Slivova (geb. Krausova) ist die bisher erfolgreichste Athletin des Weltcups. Mit fünf Siegen (2002–2004, 2010–2011), zwei zweiten Plätzen (2005–2006) und einem dritten Platz (2009)
- Chrigel Maurer ist der bisher erfolgreichste männliche Athlet mit drei aufeinanderfolgenden Siegen (2005–2007). Weiters sind mit seiner Ehefrau Karin Maurer (geb. Appenzeller – Siegerin 2006 und dritter Platz 2005) und seinem Bruder Michael Maurer (zweiter Platz 2012) weitere Familienmitglieder in den Siegerlisten vertreten